# クアドリガ賞
クアドリガ賞（クアドリガしょう、ドイツ語: Quadriga）は、ドイツの年度賞で、ベルリンに本拠を置くNPO団体、Werkstatt Deutschland（「ドイツ工房」の意）が主催する。政治、経済、文化活動の分野で、開拓者精神をもって革新的な活動をしている個人もしくは団体4者を表彰する。
受賞者には、ベルリンのブランデンブルク門の上にあるクアドリガ（4頭立て馬車）をかたどった小さな像と25,000ユーロの賞金が贈られる。スウェーデンの電力会社ヴァッテンファルが後援している。 Werkstatt Deutschlandはこの賞を毎年、ドイツ再統一を記念するドイツ統一の日に贈っている。当初2年間は、授賞式はベルリン・コンサートハウスで行われた。2005年から2008年にはオペラハウスのベルリン・コーミッシェ・オーパーで行われた。2009年の授賞式は、ドイツ外務省で取り行われた。賞はヴィクトル・ユシチェンコ、ベルナール・クシュネル、ミハイル・ゴルバチョフのような人々により手渡されている。

## 受賞者
2003年
- アーミン・ミューラー＝スタール, ドイツの俳優
- ノーマン・フォスター, イギリスの建築家
- ジャン＝クロード・ユンケル, ルクセンブルク首相
- Einars Repše,ラトビア首相
- Amal Rifai, Odelia Ainbinder, and Sylke Tempel, エルサレムにおける困難な友情を描いたWir wollen beide hier leben: Eine schwierige Freundschaft in Jerusalemの著者たち

2004年
- レジェップ・タイイップ・エルドアン, トルコ共和国首相
- エリック＝エマニュエル・シュミット, フランスの作家
- トーマス・クバストホフ, ドイツの歌手
- Šimon Pánek, チェコの市長
- ハーミド・カルザイ, アフガニスタン首相

2005年
- ヘルムート・コール, 元ドイツ首相

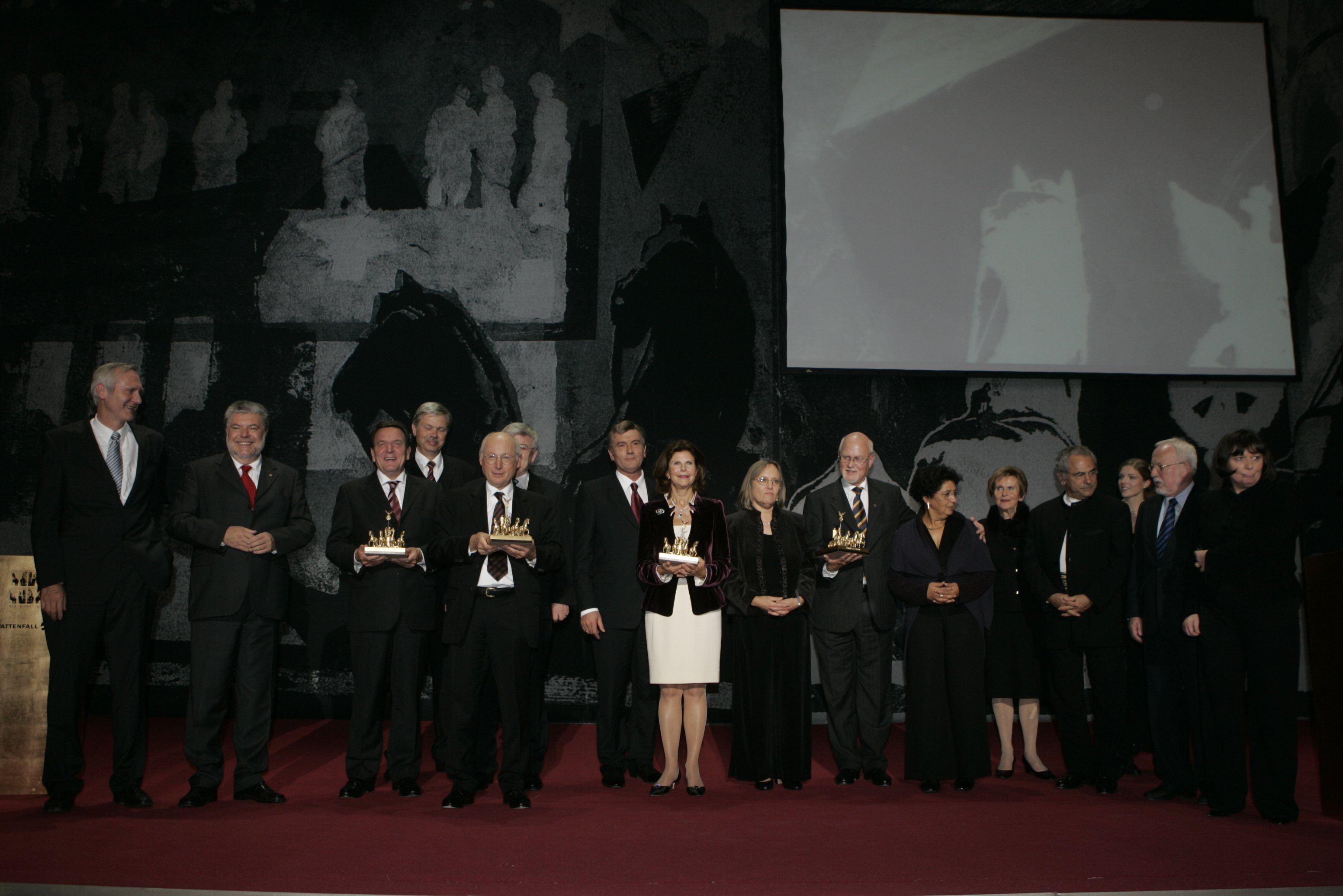
クアドリガ2007の受賞者たち

- ティム・バーナーズ＝リー, World Wide Webを考案した英国の科学者
- Catherine McCartney, Claire McCartney, Donna McCartney, Gemma McMahon, Paula Arnold and Bridgeen Hagans, IRAテロの犠牲者、ロバート・マカートニーの遺族
- アーガー・ハーン4世, イスラム教イスマーイール派の分派ニザール派のイマーム。

2006年
- シモン・ペレス, イスラエル副首相
- リッカルド・イリー, イタリアの政治家
- フロリアン・ヘンケル・フォン・ドナースマルク, ウルリッヒ・ミューエ, セバスチャン・コッホ, 映画『善き人のためのソナタ』を制作
- ヴィクトル・ユシチェンコ, ウクライナ大統領

2007年
- ゲアハルト・シュレーダー, 元ドイツ首相

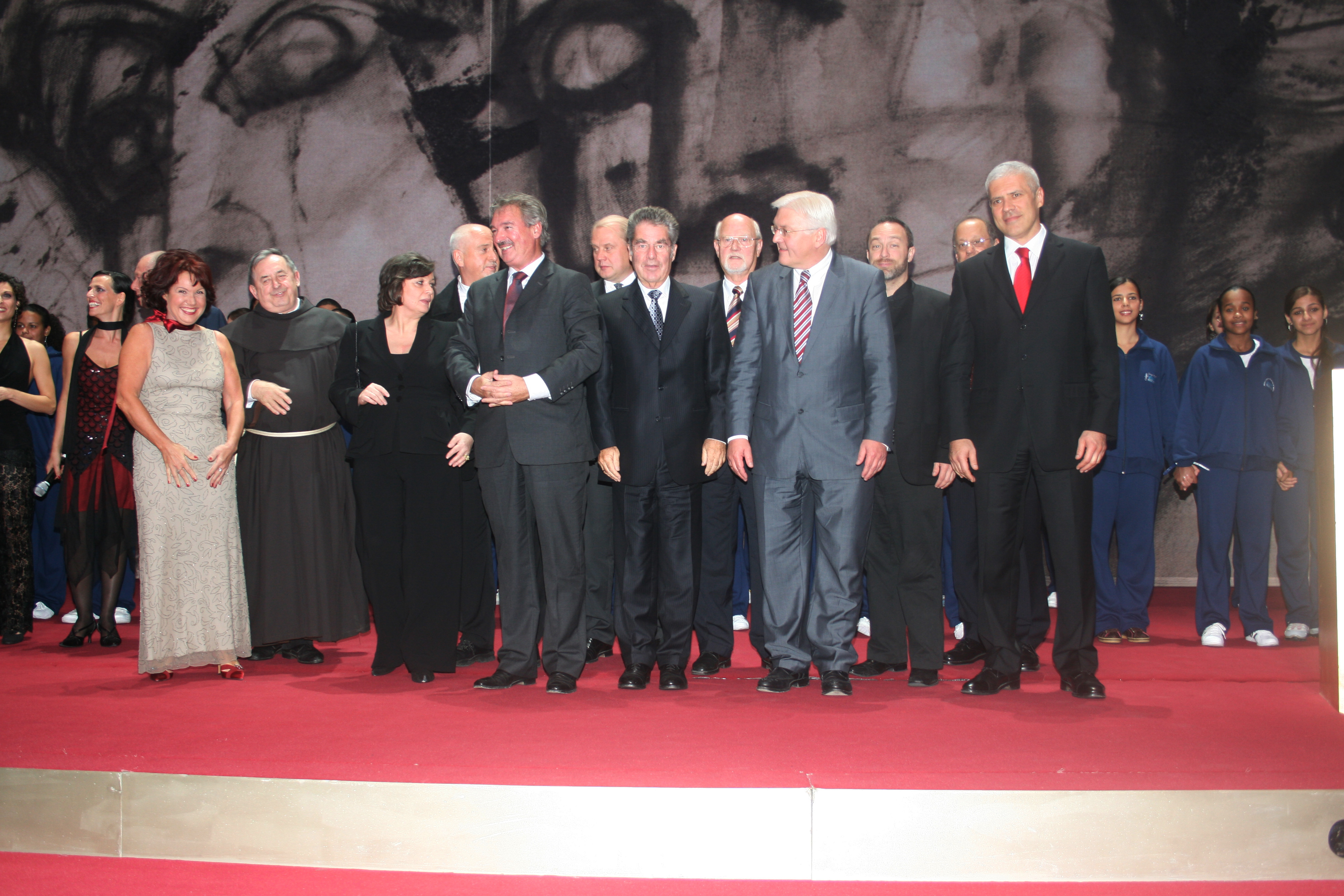
クアドリガ2007の受賞者たち

- アイシャ・エル・ワフィ とフィリス・ロドリゲス、アメリカ同時多発テロ事件 （9.11）における加害者[10]と犠牲者[11]の母親同士が和解を求めて交流[12]
- デア・シュピーゲル,（編集長Stefan Austが代表して受賞）
- シルヴィア（スウェーデン王妃）

2008年
- ボリス・タディッチ、セルビア大統領
- エッカルト・ホフリング, ドイツ人のフランシスコ会神父で、 リオ・デ・ジャネイロにあるVenerável Ordem Terceira de São Franciso de Peniténciaのdirector。
- ウィキペディア（ジミー・ウェールズが代表して受賞）
- ピーター・ガブリエル,音楽家兼人権活動家